# North Vancouver Ship Repairs
North Vancouver Ship Repairs ou North Van Ship Repair, connu plus tard sous le nom de Pacific Dry Dock, était un chantier naval et un atelier de réparation de la ville de North Vancouver, en Colombie-Britannique au Canada.
Fondé en 1931 par Arthur Burdick, propriétaire d'Island Tug & Barge.  En 1939, ils ont construit trois voies de lancement et ont commencé à construire de nombreux dragueurs de mines de la classe Bangor, et des Victory ships pour la Grande-Bretagne et le Canada pendant la Seconde Guerre mondiale. qui se sont ensuite développés pour permettre la construction d'une série impressionnante de cargos. 
Après la guerre, il a été rebaptisé Pacific Dry Dock. Situé juste à l'ouest de l'avenue Lonsdale, à côté de chantier Burrard Dry Dock (cale sèche de Burrard), en 1951, il a finalement été absorbé par Burrard. Le site a été démoli au début des années 1980 et est devenu le Lonsdale Quay et le bâtiment de l'Insurance Corporation of British Columbia (ICBC).